# Buparellus
Genre
Buparellus est un genre d'opilions laniatores de la famille des Beloniscidae.

## Distribution
Les espèces de ce genre se rencontrent en Birmanie et en Thaïlande.

## Liste des espèces
Selon World Catalogue of Opiliones (26/06/2021) :
- Buparellus dibunichelis Roewer, 1949
- Buparellus insolitus Suzuki, 1985
- Buparellus mitylus (Thorell, 1889)
- Buparellus patellaris Roewer, 1949

## Publication originale
- Roewer, 1949 : « Über Phalangodiden I. (Subfam. Phalangodinae, Tricommatinae, Samoinae.) Weitere Weberknechte XIII. » Senckenbergiana, vol. 30, p. 11–61.